# One Piece: Unlimited Cruise SP
One Piece: Unlimited Cruise SP (ワンピース:アンリミテッドクルーズ SP?, Wan Pīsu: Anrimiteddo Kurūzu SP) è un videogioco pubblicato da Namco Bandai e sviluppato da Ganbarion per Nintendo 3DS, basato sulla serie manga e anime One Piece.
Il gioco è un remake dei due episodi di One Piece: Unlimited Cruise, con la differenza che questo presenta una parte speciale sulla saga di Marineford.
In Europa il videogioco è stato diviso in due dove ha assunto i titoli: One Piece: Unlimited Cruise SP e One Piece: Unlimited Cruise SP 2 usciti corrispettivamente il 10 febbraio ed il 27 luglio 2012.

## Accoglienza
Al momento dell'uscita, i quattro recensori della rivista Famitsū hanno dato un punteggio di 31/40.